# Susana Huerta
Susana Huerta Tocildo (Madrid, 4 de junio de 1950-30 de abril de 2015)  fue una abogada española. Fue pionera en la defensa de la constitucionalidad del modelo de justificación de la interrupción voluntaria del embarazo conocido como sistema de plazos. Además, fue la primera mujer que consiguió acceder a una cátedra de Derecho penal en España.

## Trayectoria
Estudió Derecho en la Universidad Complutense de Madrid (UCM), donde se doctoró con una tesis titulada Aborto con resultado de muerte o lesiones graves. En la UCM fue ayudante y profesora adjunta interina de Derecho Penal. Después se, incorporó como profesora adjunta de Derecho Penal a la Facultad de Derecho de la Universidad Autónoma de Madrid (UAM), donde permaneció hasta ganar la cátedra de Derecho Penal de la Universidad de Granada en 1986.
Completó su formación académica con estancias pre y posdoctorales en el Max Planck Institut de Friburgo de Brisgovia, en Alemania entre 1973 y 1975, en la Universidad de Bolonia, en Italia en 1978, y en la Universidad de Múnich en 1981. Tras ejercer como traductora-jurista en el Tribunal de Justicia de la Unión Europea, como jurista revisora en el Parlamento Europeo, como letrada del Tribunal constitucional (1991-1997, 2002-2006) y como catedrática de Derecho Penal en la Universidad de Burgos (1997-2002), regresó a su facultad de origen como catedrática en 2006, donde continuó dedicándose a la docencia y a la investigación hasta su fallecimiento el 30 de abril de 2015.
Con cerca de ciento treinta publicaciones científicas, realizó investigaciones en múltiples cuestiones de la teoría jurídica del delito, y los principios penales (omisión, antijuridicidad, error, principio de legalidad…) así como sobre distintos delitos, en especial sobre el delito de aborto y la constitucionalidad de la justificación de la interrupción voluntaria del embarazo en el sistema denominado de plazos.

## Reconocimientos
En enero de 2016, la Facultad de Derecho de la Universidad Complutense de Madrid organizó una jornada en honor a Susana Huerta Tocildo. Además, se creó en 2019 el premio que lleva su nombre dedicado a fomentar y premiar la investigación en Derecho Penal de los jóvenes investigadores. El premio cuenta ya con seis ediciones.
En 2020, compañeros y discípulos de las distintas universidades en las que ejerció como profesora de Derecho penal editaron un libro en reconocimiento a su contribución científica al desarrollo de la ciencia penal y los principios constitucionales penales, que lleva el título Estudios en homenaje a la profesora Susana Huerta.

## Publicaciones (selección)
- 1980 – El error vencible de prohibición en el Proyecto de Ley Orgánica de Código Penal de 1980, Cuadernos de Política Criminal, Vol. 12, pp. 23-39-
- 1983 – Omisión de los deberes de impedir y denunciar determinados delitos, Revista de la Facultad de Derecho de la Universidad Complutense, Vol. 68, pp. 43-98.
- 1993 – El derecho fundamental a la legalidad penal, Revista Española de Derecho Constitucional, Vol. 39, pp. 81-113.
- 2005 – El contenido debilitado del principio europeo de legalidad penal (art. 7 CEDH), La Europa de los Derechos. El Convenio europeo de Derechos Humanos, Centro de Estudios Políticos y Constitucionales, Madrid,  pp. 455-486.
- 2012 – La constitucionalidad de la nueva regulación del delito de aborto,  Constitución y Democracia: Ayer y Hoy. Libro Homenaje a Antonio Torres Del Moral, Universitas Editorial, Madrid, pp. 1753-1770.

## Obra
- 1977 – Aborto con resultado de muerte o lesiones graves. Con Horacio Oliva García. Publicaciones del Instituto de Criminología de la Universidad Complutense. ISBN 84-600-0937-8.
- 1980 – Protección penal del patrimonio inmobiliario. Civitas. ISBN 84-7398-121-9.
- 1984 – Sobre el contenido de la antijuridicidad. Tecnos. ISBN 84-3091-029-8.
- 1986 – Derecho Penal. Parte General. Teoría Jurídica del delito. Vol. I. Con Emilio Octavio de Toledo y Ubieto. Editorial Rafael Castellanos. ISBN 84-86274-03-6.
- 1986 – Derecho penal. Parte general. Teoría Jurídica del delito. Vol. II. Con Emilio Octavio de Toledo y Ubieto. Editorial Rafael Castellanos. ISBN 84-86274-01-X.
- 1987 – Problemas fundamentales de los delitos de omisión. Centro de Publicaciones del Ministerio de Justicia, ISBN 84-505-5630-9.
- 1997 – Principales novedades de los delitos de omisión en el código penal de 1995. Editorial Tirant lo Blanch. ISBN 84-8002-480-1.